# Équipe du Cameroun de football à la Coupe du monde 1998
L'équipe du Cameroun de football a participé à la Coupe du monde de football de 1998 organisée en France du 10 juin au 12 juillet 1998. Elle a été éliminée au premier tour.

## Joueurs et encadrement
22 joueurs sont sélectionnés par Claude Le Roy. Samuel Eto'o, à 17 ans et 3 mois, est le joueur le plus jeune de la compétition.

## Compétition
Le tirage au sort de la phase finale est effectué le jeudi 4 décembre 1997 au Stade Vélodrome de Marseille par Joseph Blatter, futur président de la FIFA et par Raymond Kopa. Le Cameroun est placé dans le groupe B en compagnie de l'Autriche, du Chili et de l'Italie.
Pour son premier match, le Cameroun concède un nul 1-1 face à l'Autriche. Le but Camerounais est inscrit par Njanka au terme d'une longue remontée du terrain. Dans l'autre match du groupe, l'Italie est accrochée par le Chili emmené par son duo d'attaque Zamorano-Salas.
Lors de la seconde journée, l'Italie bat le Cameroun trois buts à zéro et le Chili et l'Autriche font match nul. 
Lors de la dernière journée, le Chili et le Cameroun se séparent sur un match nul. Dans l'autre match, l'Italie assure sa qualification en battant l'Autriche. Le Cameroun est donc éliminé alors qu'une victoire lors du dernier match lui aurait assuré la deuxième place du groupe.
|   | Équipe   | Pts | J | G | N | P | Bp | Bc | Diff |
| 1 | Italie   | 7   | 3 | 2 | 1 | 0 | 7  | 3  | +4   |
| 2 | Chili    | 3   | 3 | 0 | 3 | 0 | 4  | 4  | 0    |
| 3 | Autriche | 2   | 3 | 0 | 2 | 1 | 3  | 4  | -1   |
| 4 | Cameroun | 2   | 3 | 0 | 2 | 1 | 2  | 5  | -3   |

| 3  | 11 juin 1998 | Italie   | 2 - 2 | Chili    |
| 4  | 11 juin 1998 | Cameroun | 1 - 1 | Autriche |
| 19 | 17 juin 1998 | Chili    | 1 - 1 | Autriche |
| 20 | 17 juin 1998 | Italie   | 3 - 0 | Cameroun |
| 33 | 23 juin 1998 | Italie   | 2 - 1 | Autriche |
| 34 | 23 juin 1998 | Chili    | 1 - 1 | Cameroun |